# BASIC Stamp

BASIC Stamp 2模組上的組件解說圖。

BASIC Stamp（有時也稱BASIC Stamp Module）是由美國Parallax公司自1992年起所提創的一種微控制器，此種微控制器與其他微控制器不同的地方在於：微控制器（BASIC Stamp）中的ROM記憶體內建了一套小型、特有的BASIC（培基）程式語言直譯器，稱為：PBASIC。有了PBASIC後，想開發、撰寫微控器應用的設計者，只要學會、具備BASIC程式語言的撰寫能力，就能夠用其開發出嵌入式系統所用的控制應用程式，大幅降低了嵌入式設計的技能學習門檻，也因此BASIC Stamp在電子電機的嗜好玩家群中相當普遍與受歡迎。

## 概述
就外觀來看，BASIC Stamp如同一個以DIP型態封裝的積體電路，不過實際上它卻是用一片小型的印刷電路板，並在電路板上建立一個嬌小的控制系統，這個系統內包括了以下的組件：
- 一顆微控制器晶片（在小型電路板中的角色為中央处理器）
- 一顆串列式傳輸介面的EEPROM晶片（在小型電路板中的角色為記憶體）
- 一顆時脈產生晶片
- 一個電源供應晶片
- 外部輸入與輸出

在BASIC Stamp的程式語言內已備齊了一般微控制器的功效函式，包括：脈寬調變（PWM）輸出、I2C的串列通訊、LCD驅動等，此外也能產生馬達伺服控制之用的脈波、假充（pseudo）的正弦波頻率、以及用RC電路來偵測一個模拟數值等。最後，電子電機的嗜好玩家只要再接上一顆9V電壓準位輸出的電池，BASI Stamp就正式成為一個完整可用的系統。
接著，BASIC Stamp也能與PC連線，從PC端將軟體程式上載傳輸到BASIC Stamp內，並且存放到電路板上的EEPROM中，如此即便系統斷電後程式依然能夠持留而不會消失，且日後也能反覆多次地載入新版、新修改的程式到EEPROM中。

## 版本
目前BASIC Stamp先後兩種類型的直譯器：BASIC Stamp 1與BASIC Stamp 2，其中較後期推出的BASIC Stamp 2有延伸發展出七種不同的模組：
- BS2[5]
- BS2e
- BS2sx
- BS2p24
- BS2p40
- BS2pe
- BS2px

此外，許多公司運用虛擬性相容（virtual clone）的手法為BASIC Stamp加添更多的功效機制與特性功能，例如更快速的控制執行、硬體式的類比數位轉換（ADC）、硬體式的脈寬調變輸出（PWM），使ADC、PWM工作可以在背景運作，不用耗費軟體運算執行的資源心力。更重要的是，這些功能增添仍能與BASIC Stamp在引脚配置上維持相容，這表示原有已運用BASIC Stamp來進行控制的應用不需要變更設計，也能夠享用新添功能的特性益處。